# 近畿地方のダム一覧
近畿地方のダム一覧（きんきちほうのダムいちらん）は、近畿地方（三重県、滋賀県、京都府、大阪府、兵庫県、奈良県、和歌山県）にあるダムを都道府県別にまとめたものである。

## 近畿地方のダム一覧

### 三重県
- 伊坂ダム
- 加佐登調整池
- 神路ダム
- 川上ダム (三重県)
- 青蓮寺ダム
- 中里ダム
- 七色ダム
- 蓮ダム
- 比奈知ダム
- 三瀬谷ダム
- 宮川ダム (三重県)
- 恵利原ダム

### 滋賀県
- 姉川ダム
- 石田川ダム
- 櫟野川砂防ダム
- 永源寺ダム
- 青土ダム
- 大原貯水池
- 大戸川ダム
- 丹生ダム
- 日野川ダム
- 野洲川ダム

### 京都府
- 天ヶ瀬ダム
- 大野ダム (京都府)
- 喜撰山ダム
- 世木ダム
- 大正池 (井手町)
- 高山ダム
- 日吉ダム

### 大阪府
- 安威川ダム
- 狭山池 (大阪府)
- 滝畑ダム
- 箕面川ダム
- 余野川ダム

### 兵庫県
- 青野ダム
- 鮎屋川ダム
- 生野ダム
- 太田ダム
- 鴨川ダム
- 黒川ダム
- 桜山貯水池
- 千苅ダム
- 多々良木ダム
- 呑吐ダム
- 布引五本松ダム
- 一庫ダム
- 諭鶴羽ダム
- 糀屋ダム
- 権現ダム

### 奈良県
- 池原ダム
- 大迫ダム
- 大滝ダム
- 奥里ダム
- 風屋ダム
- 倉橋ため池
- 猿谷ダム
- 九尾ダム
- 津風呂ダム
- 布目ダム
- 二津野ダム
- 室生ダム
- 初瀬ダム

### 和歌山県
- 七川ダム
- 椿山ダム
- 殿山ダム
- 七色ダム
- 広川ダム
- 二川ダム
- 山田ダム